# Rio João de Tiba
O rio João de Tiba é um rio que nasce a 135 km de distância, da sua desembocadura em Santa Cruz Cabrália, à Serra dos Aimorés na divisa da Bahia com Minas Gerais. Num trecho próximo a cidade de Eunápolis recebe o nome de rio Santa Cruz, onde se tinha um usina chamada pelo mesmo nome. De importância vital para a cidade de Santa Cruz Cabrália, em seu estuário é bastante piscoso e abriga enorme área de manguezal. Hoje principal atração turística do município com passeios realizados em embarcações como chalanas e escunas. É o hábitat de caranguejos, aratus e da garça-azul.